# 신두르 작전
신두르 작전(힌디어: ऑपरेशन सिन्दूर Ôparēśan Sindūr, 영어: Operation Sindoor)은 2025년 5월 7일 인도가 카슈미르 지역에서 발생한 2025년 파할감 테러에 대한 보복으로 파키스탄에 가한 미사일 공습이다. 인도는 이번 공격이 파키스탄 및 파키스탄이 행정적으로 관할하는 아자드 카슈미르 지역에 있는 라슈카레 타이바와 자이시에 무함마드의 테러 인프라를 겨냥한 것이라고 밝혔다. 2025년 4월, 인도령 카슈미르에서 테러 공격이 발생해 대부분 힌두교도 관광객인 민간인 26명이 사망했다. 인도는 파키스탄이 무장 세력을 지원했다고 비난했으나, 파키스탄은 이를 부인했다. 이번 테러 공격은 카슈미르 분쟁의 일부인 2025년 인도-파키스탄 위기를 촉발했다.
파키스탄은 인도의 공습이 민간 지역(모스크 포함)을 겨냥했으며, 그로 인해 어린이를 포함한 파키스탄 민간인 26명이 사망했다고 말했다. 파키스탄 총리 셰바즈 샤리프는 이번 공격을 전쟁 행위라고 규정하고 보복을 다짐했다. 이후 파키스탄은 인도의 공격에 보복했다. 인도는 파키스탄의 포격으로 인도 민간인 3명이 사망했다고 밝혔다.

## 배경
1947년부터 계속되어 온 카슈미르 분쟁은 인도와 파키스탄 간 여러 차례 전쟁과 충돌의 원인이 되어왔다.
2025년 4월 22일, 인도령 카슈미르 파할감 지역에서 발생한 테러로 민간인 26명이 사망했으며, 이는 라슈카레 타이바의 분파인 저항전선 (The Resistance Front) 이 배후를 자처했다. 양국은 군사적 긴장 상태에 돌입했으며, 파키스탄은 5월 3일 탄도미사일을 시험 발사했고 인도는 군사 훈련을 실시했다.
이번 작전은 힌두교도 여성이 이마에 바르는 붉은색 점 또는 가루이자 기혼 여성의 상징인 ‘신두르’라는 암호명이 붙었으며 이는 파할감 테러에서 힌두교도 남성들만을 선택적으로 공격하고 그들의 아내는 살려둔 사실을 암시한다.

## 인도의 공격

### 5월 7일
2025년 5월 7일, 인도군은 ‘신두르 작전’ 을 개시하여 파키스탄이 행정적으로 관할하는 카슈미르 지역 (무자파라바드와 코틀리)과 파키스탄 펀자브주 (바하왈푸르)의 총 9개 지점을 대상으로 24회의 공격을 감행했다. 이는 통제선과 국제 국경을 모두 넘은 공격이었다.
인도 정부는 이번 공습이 정밀하고 절제된, 그리고 확전 의도가 없는 작전이었다고 설명했으며, 라슈카레 타이바와 자이시에 무함마드의 테러 기반 시설만을 겨냥했고, 파키스탄 군사 시설은 타격하지 않았다고 말했다. 이에 대해 파키스탄은 인도가 무고한 민간인을 표적으로 삼았으며, 어린이들이 공격으로 사망했다고 주장했다. 인도 공습이 타격한 장소 중 하나는 무자파라바드의 빌랄 모스크 (Bilal mosque) 였으며, 피해 사실이 로이터에 의해 보도되었다. 파키스탄 국방장관 카와자 아시프는 처음에는 인도 병사들이 포로로 잡혔고 전투기가 격추되었다고 발표했으나, 이후 파키스탄은 인도 병사가 포로로 잡히지 않았음을 정정했다.
인도 공군은 2025년 5월 7일 새벽 23분간 진행된 작전에서 스캘프(SCALP) 미사일과 AASM 해머 폭탄을 탑재한 다소 라팔 전투기를 투입했다.
파키스탄 군 장성은 인도 전투기는 파키스탄 영공에 진입하지 않고 공습을 수행했다고 한다. 이 공습으로 인해 무자파라바드에서는 폭발과 정전 사태가 발생했다. 파키스탄 펀자브주 수석장관 마리얌 나와즈는 주민들에게 외출 자제를 촉구했다. 스리나가르 지역 주민들은 머리 위로 전투기가 활발히 비행하는 소리를 들었다고 전했다. 인도 육군은 트위터에 Justice is Served! (직역: '정의가 실현되었다!')는 글과 함께 #PahalgamTerrorAttack 해시태그를 게시했다. 인도군은 파키스탄이 카슈미르의 빔베르 갈리 마을에 포격을 가했다고 발표했다.
자이시에 무함마드에 따르면, 인도군의 바하왈푸르 공습으로 조직의 지도자 마수드 아즈하르의 가족 10명과 측근 4명이 사망했다고 한다.

### 5월 8일
5월 8일, 파키스탄 당국은 여러 대의 인도 드론이 파키스탄 영공을 침범했으며, 12대의 인도 드론이 격추되었다고 밝혔다. 파키스탄은 이 드론이 카라치와 라호르를 포함한 9개 지역으로 보내졌으며 드론 중 하나는 라호르 근처의 파키스탄 군사 시설을 공격했다고 말했다.
파키스탄 장관은 또한 라호르의 방공 시스템이 5월 7일과 8일 밤 인도군에 의해 파괴되었다고 밝혔습니다. 또한, 인도군은 "파키스탄의 박격포와 포병 사격을 중단시키기 위해 대응할 수밖에 없었다"고 말했다.

## 파키스탄의 공격
2025년 5월 7일, 파키스탄은 인도의 미사일 공습에 대한 보복으로 인도령 카슈미르 지역에 미사일 공격을 감행했다. 파키스탄은 다소 라팔 3대, 수호이 Su-30 1대, 미코얀 MiG-29 1대 등 인도 군용기 5대와 IAI 헤론 드론 1대를 격추시켰다고 주장했다. 인도 정부의 언론정보국은 인도 전투기 중 어느 것도 격추되지 않았다고 주장했으며, 추락한 MiG-29의 사진은 1년 전의 것이라고 주장했다.
인도군의 여단 본부 하나를 보복 공격으로 파괴했다고 밝혔다. 하지만 이러한 주장에 대해 파키스탄은 신뢰할 만한 증거를 제시하지 못했으며, 인도 여단 본부나 스리나가르 국제공항이 공격받았다는 주장도 부인했다.
파키스탄군은 또한 통제선 인근 두드니알 구역에서 미사일 공격으로 인도군 초소를 파괴했다고 주장했다.
인도 언론은 파키스탄의 JF-17 전투기 한 대가 인도 영공을 침범하려다 격추되었으며, 해당 항공기가 인도 풀와마의 팜푸아 지역에 추락했다고 보도했다.
마이클 쿠겔먼은 파키스탄의 이번 대응은 여러 보도에 따르면 인도 전투기 여러 대를 격추시킨 것으로, 2019년보다 대응 수위가 더 높다. 그들은 이미 2019년 위기 때보다 더 고조된 확전 단계에 도달해 있다고 말했다.

## 사상자

### 민간인
파키스탄 보안군은 인도군의 공격으로 어린이 2명을 포함한 민간인 26명이 사망하고 최소 35명이 부상당했다고 언급했다.
인도 당국은 인도령 카슈미르 내의 포격으로 인해 민간인 3명이 사망했다고 밝혔다.

### 군대
파키스탄 보안군은 인도 공군 전투기 5대와 무인기 1대가 군대에 의해 격추됐다고 말하였다. 가디언은 인도가 통치하는 카슈미르 스리나가르 근처에서 항공기가 추락했다고 보도했다.

## 여파
파키스탄은 브리핑에서 인도의 공격이 진행되던 6일에서 7일 밤에 항공편 57편(한국한공사를 포함한)이 하늘을 날고 있었다고 밝혔다.
파키스탄은 자국 영공을 48시간 동안 폐쇄했으며, 카라치와 라호르에서는 모든 항공편이 취소되었다. 펀자브 지역에서는 학교와 대학이 휴교되었고 시험은 연기되었다.
스파이스제트, 인디고 항공, 에어 인디아는 해당 지역의 항공편 운항을 중단했고, 에어프랑스와 루프트한자는 파키스탄 영공을 우회했다. 다카행 국제선 항공편 3편(터키항공, 자지라 항공, 쿠웨이트 항공)은 각각 무스카트, 두바이, 쿠웨이트시로 우회했다. 말레이시아 항공과 바틱 에어는 양국의 도시로 가는 항공편 운항을 중단하거나 경로를 변경했다.

## 반응

### 관련 당사자들
- 파키스탄: 셰바즈 샤리프 총리는 이번 공습을 “민간인을 겨냥한 비겁한 공격”이라고 비난했으며, 파키스탄군은 시기와 장소를 선택해 보복하겠다고 경고했다.[10][63][64]
- 인도: 인도 정부는 이번 작전이 “테러”에 대한 필수적인 대응이었다고 주장하며, 2025년 파할감 테러을 근거로 제시했다.[14] 나렌드라 모디 총리는 크로아티아, 네덜란드, 노르웨이 순방 계획을 취소했다.[65] 인도 야당은 파키스탄에 테러 조직과의 관계를 끊을 것을 촉구했다.[66]

### 국제 기구
- 유엔: 안토니우 구테흐스 사무총장은 군사적 자제를 촉구하며, 세계는 인도와 파키스탄 간 군사 충돌을 감당할 수 없다”고 밝혔다.[67][68]

### 기타 국가
- 방글라데시: 방글라데시 외교부는 성명을 통해 상황을 면밀히 주시하고 있으며, 양국 모두에게 자제와 평온 유지를 촉구한다고 밝혔다.
- 중화인민공화국: 중화인민공화국 외교부 대변인은 인도의 새벽 군사 작전에 유감을 표명하며, 양측이 평화와 안정을 위해 침착함과 자제를 유지하고 사태를 악화시킬 수 있는 행동을 삼가야 한다고 강조했다.[69][70][71]
- 이스라엘: 인도 주재 대사 루벤 아자르는 이스라엘이 인도의 자위권을 지지한다고 밝혔으며, 테러범들은 무고한 사람들을 향한 범죄에서 숨을 곳이 없다는 것을 알아야 한다”고 말했다.[69][70]
- 일본: 일본 외무장관 이와야 다케시는 최근 사태가 보복을 불러일으켜 전면전으로 확산될 수 있다는 점에 대해 깊은 우려를 표명했다.
- 독일: 독일 외교부는 확전을 방지하고 민간인을 보호해야 한다고 촉구하는 성명을 온라인에 게시했다.
- 카타르: 외교부는 외교적 해결과 자제를 촉구했다.[72]
- 아랍에미리트: 외무장관 압둘라 빈 자예드 알 나흐얀은 양국 모두가 자제를 보이고 사태가 확산되지 않도록 해야 한다고 밝혔다.[73]
- 미국: 도널드 트럼프 대통령은 인도의 공습에 실망을 표하며 이 일이 매우 빠르게 끝나기를 바란다”고 말했다.[74]